# 43790 Ferdinandbraun
43790 Ferdinandbraun è un asteroide della fascia principale. Scoperto nel 1990, presenta un'orbita caratterizzata da un semiasse maggiore pari a 2,2705815 UA e da un'eccentricità di 0,1268555, inclinata di 6,06722° rispetto all'eclittica.